# Eduardo Salvio
Eduardo Antonio Salvio (Avellaneda, 13 luglio 1990) è un calciatore argentino, centrocampista o ala del Lanús.
È soprannominato El Toto Salvio.

## Biografia
È stato sposato dal 2010 al 2022 con la modella Magalì Aravena, con cui ha avuto 2 figli. Il 14 aprile 2022, dopo essere stato scoperto con l'amante dalla moglie, la investe e fugge.

## Caratteristiche tecniche
Capace di giocare sia come attaccante esterno in un attacco a tre, sia come esterno di centrocampo, è dotato di un buon dribbling e una buona tecnica individuale. Abile nel gioco palla al piede partendo da lontano per arrivare a puntare l'area, possiede anche un tiro di qualità. È capace di difendere palla molto bene grazie alla struttura fisica compatta.
È considerato uno dei migliori attaccanti della sua generazione, paragonato a Ezequiel Lavezzi, il suo idolo è il connazionale Juan Román Riquelme.

## Carriera

### Club

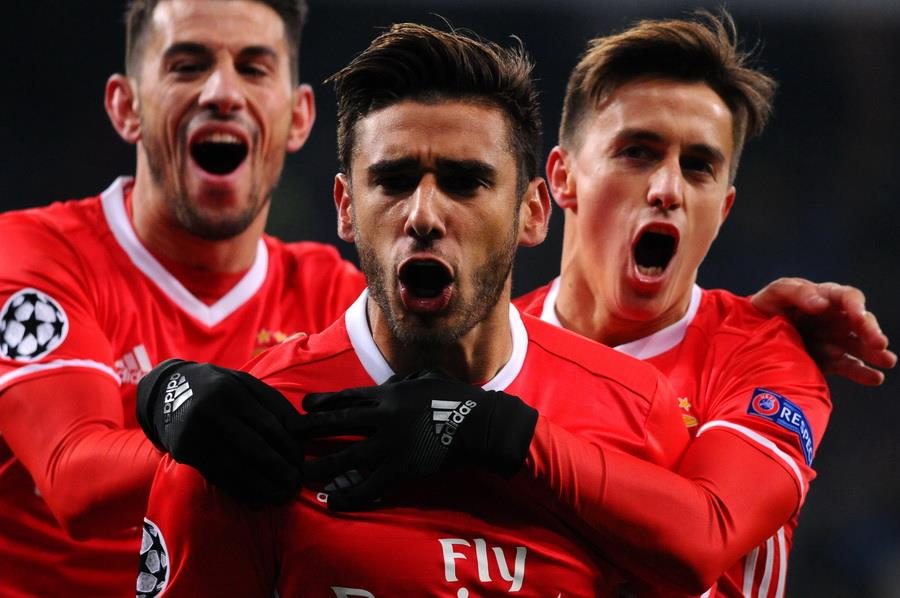
Salvio durante un'esultanza con la maglia del Benfica nel 2016.

#### Lanus
Cresciuto calcisticamente per 14 anni, nelle giovanili del Lanús, viene aggregato dall'allenatore Luis Zubeldía alla prima squadra per la stagione 2008-2009.
Esordisce in prima squadra il 24 agosto 2008 nel match in trasferta contro il Boca Juniors, perso 2-1. I primi gol ufficiali non si fanno attendere: il 4 ottobre 2008, alla quarta presenza in campionato, mette a segno una doppietta contro l'Argentinos Juniors, rendendosi protagonista della vittoria della propria squadra per 4-2. Nella sua prima stagione da professionista mette a segno 9 gol in 29 partite.

#### Atletico de Madrid e prestito al Benfica
Il 12 gennaio 2010 si trasferisce all'Atletico Madrid.. Il 18 agosto dello stesso anno si trasferisce al Benfica in prestito.

#### Benfica
Il 31 luglio 2012 si trasferisce al Benfica che già possiede il 20% del cartellino. Per quanto riguarda il restante 80% la società portoghese versa 10 milioni di euro.
Con il club portoghese ha firmato un contratto di cinque anni con clausola rescissoria fissata a 60 milioni di euro.
Dopo 166 presenze e 38 gol e nove anni di militanza con la maglia del Benfica, nel 2019 lascia definitivamente il club portoghese.

#### Boca Juniors
Il 18 luglio 2019 si trasferisce al Boca Juniors per 7 milioni di euro, con cui firma un contratto triennale. Debutta ufficialmente il 28 luglio 2019 nel match della Primera Division Argentina 2019 contro l'Huracán pareggiato per 0-0, entrando dalla panchina e mostrando sin da subito le sue enormi qualità tecniche..
Le buone impressioni lasciate nel debutto in Campionato, permettono al "Toto", tre giorni più tardi, non solo di essere convocato, ma di esordire e realizzare la prima rete ufficiale con il club in occasione dell’ottavo di finale di ritorno della Copa Libertadores 2019, disputato contro l'Athl. Paranaense..
Vince il primo titolo con gli xenezeis il 7 marzo 2020 (Primera Division Argentina 2019), in occasione della vittoria, nell'ultima giornata, per 1-0 contro il Gimnasia (LP), grazie a cui il Boca sorpassa in classifica gli acerrimi rivali del River Plate, che pareggia per 1-1 in trasferta contro l'Atl. Tucumán, perdendo un'incredibile campionato. Risulta essere uno dei calciatori più determinanti per la conquista del campionato realizzando 6 reti in totale, di cui 4 nelle ultime 7, fondamentali per la rimonta finale.
Il 1º marzo 2021 subisce un grave infortunio ai legamenti del crociato del ginocchio sinistro che lo lascia fuori dal campo per 6 mesi..Il ritorno in campo è datato 8 Novembre 2021 in occasione della vittoria per 3-0 in trasferta contro l’Aldosivi..
Un mese più tardi mette a segno l’ultimo rigore, in occasione della finale della Copa Argentina 2021, pareggiata ai tempi regolamentari per 0-0 contro il Talleres (C) e grazie a cui il club si aggiudica un nuovo trofeo e la qualificazione di diritto ai gironi della Copa Libertadores 2022.
In seguito all'addio di Carlos Tevez, eredita da quest'ultimo la maglia numero 10..
Non rinnova entro il 30 giugno 2022 il contratto in scadenza con il club.
La sua ultima partita con il Boca è datata 24 giugno 2022, in occasione della sconfitta per 1-2 contro l'Unión (SF), gara in cui annota il gol del momentaneo pareggio trasformando un calcio di rigore..

### Nazionale
Esordisce nelle selezioni giovanili argentine prendendo parte al Campionato sudamericano di calcio Under-20 2009, organizzato dal Venezuela. Disputa tutte le nove partite del torneo, realizzando quattro gol. Esordisce in nazionale maggiore il 20 maggio 2009, a 19 anni appena compiuti, nel match amichevole contro Panama, terminato 3-1.

## Statistiche

### Presenze e reti nei club
Statistiche aggiornate al 14 maggio 2025.
| Stagione               | Squadra                | Campionato             | Campionato | Campionato | Coppe nazionali | Coppe nazionali | Coppe nazionali | Coppe continentali | Coppe continentali | Coppe continentali | Altre coppe | Altre coppe | Altre coppe | Totale | Totale |
| Stagione               | Squadra                | Comp                   | Pres       | Reti       | Comp            | Pres            | Reti            | Comp               | Pres               | Reti               | Comp        | Pres        | Reti        | Pres   | Reti   |
| ---------------------- | ---------------------- | ---------------------- | ---------- | ---------- | --------------- | --------------- | --------------- | ------------------ | ------------------ | ------------------ | ----------- | ----------- | ----------- | ------ | ------ |
| 2008-2009              | Lanús                  | PD                     | 29         | 9          | -               | -               | -               | CL+CS              | 2+4                | 0+2                | -           | -           | -           | 35     | 11     |
| 2009-gen. 2010         | Lanús                  | PD                     | 12         | 2          | -               | -               | -               | -                  | -                  | -                  | -           | -           | -           | 12     | 2      |
| gen.-giu. 2010         | Atlético Madrid        | PD                     | 13         | 2          | CR              | 0               | 0               | UEL                | 8                  | 0                  | -           | -           | -           | 21     | 2      |
| 2010-2011              | Benfica                | PL                     | 19         | 4          | CP+CdL          | 5+4             | 1+2             | UCL+UEL            | 5+6                | 0+3                | SP          | 0           | 0           | 39     | 10     |
| 2011-2012              | Atlético Madrid        | PD                     | 30         | 3          | CR              | 2               | 0               | UEL                | 16                 | 5                  | -           | -           | -           | 48     | 8      |
| Totale Atlético Madrid | Totale Atlético Madrid | Totale Atlético Madrid | 43         | 5          |                 | 2               | 0               |                    | 24                 | 5                  |             | -           | -           | 69     | 10     |
| 2012-2013              | Benfica                | PL                     | 29         | 10         | CP+CdL          | 6+3             | 2+0             | UCL+UEL            | 5+8                | 0+1                | -           | -           | -           | 51     | 13     |
| 2013-2014              | Benfica                | PL                     | 12         | 0          | CP+CdL          | 3+1             | 1+0             | UCL+UEL            | 0+6                | 0+1                | -           | -           | -           | 22     | 2      |
| 2014-2015              | Benfica                | PL                     | 29         | 9          | CP+CdL          | 1+2             | 2+1             | UCL                | 5                  | 1                  | SP          | 1           | 0           | 38     | 13     |
| 2015-2016              | Benfica                | PL                     | 8          | 0          | CP+CdL          | 0+1             | 0               | UCL                | 3                  | 0                  | SP          | 0           | 0           | 12     | 0      |
| 2016-2017              | Benfica                | PL                     | 29         | 4          | CP+CdL          | 3+1             | 1+1             | UCL                | 8                  | 3                  | SP          | 1           | 0           | 42     | 9      |
| 2017-2018              | Benfica                | PL                     | 26         | 9          | CP+CdL          | 1+1             | 0               | UCL                | 5                  | 0                  | SP          | 1           | 0           | 34     | 9      |
| 2018-2019              | Benfica                | PL                     | 14         | 2          | CP+CdL          | 2+3             | 0+1             | UCL+UEL            | 7+2                | 2+1                | -           | -           | -           | 28     | 6      |
| Totale Benfica         | Totale Benfica         | Totale Benfica         | 166        | 38         |                 | 37              | 12              |                    | 60                 | 12                 |             | 3           | 0           | 266    | 62     |
| lug.-ott. 2019         | Boca Juniors           | PD                     | 0          | 0          | CA+CdS          | 1+0             | 0               | CL                 | 5                  | 1                  | -           | -           | -           | 6      | 1      |
| 2019-2020              | Boca Juniors           | PD                     | 17         | 6          | CA+CdS+CM       | 1+1+6           | 0+1+0           | CL                 | 11                 | 6                  | -           | -           | -           | 36     | 13     |
| 2021                   | Boca Juniors           | PD                     | 6          | 1          | CA+CdL          | 0+3             | 0               | CL                 | -                  | -                  | -           | -           | -           | 9      | 1      |
| 2022                   | Boca Juniors           | PD                     | 1          | 1          | CA+CdL          | 1+11            | 0+2             | CL                 | 6                  | 1                  | TdC         | -           | -           | 19     | 4      |
| Totale Boca Juniors    | Totale Boca Juniors    | Totale Boca Juniors    | 24         | 8          |                 | 24              | 3               |                    | 22                 | 8                  |             | -           | -           | 70     | 19     |
| 2022-2023              | Pumas UNAM             | LMX                    | 27         | 9          | -               | -               | -               | -                  | -                  | -                  | -           | -           | -           | 27     | 9      |
| 2023-2024              | Pumas UNAM             | LMX                    | 33+7       | 6          | -               | -               | -               | -                  | -                  | -                  | LC          | 3           | 0           | 43     | 6      |
| Totale Pumas UNAM      | Totale Pumas UNAM      | Totale Pumas UNAM      | 60+7       | 15         |                 | -               | -               |                    | -                  | -                  |             | 3           | 0           | 70     | 15     |
| 2024                   | Lanús                  | PD                     | 18         | 4          | CA+CdL          | 0               | 0               | CS                 | 4                  | 0                  | -           | -           | -           | 22     | 4      |
| 2025                   | Lanús                  | PD                     | 17         | 3          | CA              | 1               | 0               | CS                 | 5                  | 1                  | -           | -           | -           | 23     | 4      |
| Totale Lanús           | Totale Lanús           | Totale Lanús           | 76         | 18         |                 | 1               | 0               |                    | 15                 | 3                  |             | -           | -           | 92     | 21     |
| Totale carriera        | Totale carriera        | Totale carriera        | 375        | 83         |                 | 64              | 15              |                    | 122                | 29                 |             | 6           | 0           | 567    | 127    |

### Cronologia presenze e reti in nazionale
| Cronologia completa delle presenze e delle reti in nazionale ― Argentina | Cronologia completa delle presenze e delle reti in nazionale ― Argentina | Cronologia completa delle presenze e delle reti in nazionale ― Argentina | Cronologia completa delle presenze e delle reti in nazionale ― Argentina | Cronologia completa delle presenze e delle reti in nazionale ― Argentina | Cronologia completa delle presenze e delle reti in nazionale ― Argentina | Cronologia completa delle presenze e delle reti in nazionale ― Argentina | Cronologia completa delle presenze e delle reti in nazionale ― Argentina |
| Data                                                                     | Città                                                                    | In casa                                                                  | Risultato                                                                | Ospiti                                                                   | Competizione                                                             | Reti                                                                     | Note                                                                     |
| ------------------------------------------------------------------------ | ------------------------------------------------------------------------ | ------------------------------------------------------------------------ | ------------------------------------------------------------------------ | ------------------------------------------------------------------------ | ------------------------------------------------------------------------ | ------------------------------------------------------------------------ | ------------------------------------------------------------------------ |
| 20-5-2009                                                                | Santa Fe                                                                 | Argentina                                                                | 3 – 1                                                                    | Panama                                                                   | Amichevole                                                               | -                                                                        | 59’                                                                      |
| 30-3-2011                                                                | San José                                                                 | Costa Rica                                                               | 0 – 0                                                                    | Argentina                                                                | Amichevole                                                               | -                                                                        | 66’                                                                      |
| 7-10-2011                                                                | Buenos Aires                                                             | Argentina                                                                | 4 – 1                                                                    | Cile                                                                     | Qual. Mondiali 2014                                                      | -                                                                        | 79’                                                                      |
| 29-2-2012                                                                | Berna                                                                    | Svizzera                                                                 | 1 – 3                                                                    | Argentina                                                                | Amichevole                                                               | -                                                                        | 70’                                                                      |
| 14-11-2012                                                               | Riyad                                                                    | Arabia Saudita                                                           | 0 – 0                                                                    | Argentina                                                                | Amichevole                                                               | -                                                                        | 46’                                                                      |
| 13-6-2017                                                                | Singapore                                                                | Singapore                                                                | 0 – 6                                                                    | Argentina                                                                | Amichevole                                                               | -                                                                        |                                                                          |
| 11-10-2017                                                               | Quito                                                                    | Ecuador                                                                  | 1 – 3                                                                    | Argentina                                                                | Qual. Mondiali 2018                                                      | -                                                                        | 90+1’                                                                    |
| 11-11-2017                                                               | Mosca                                                                    | Russia                                                                   | 0 – 1                                                                    | Argentina                                                                | Amichevole                                                               | -                                                                        | 78’                                                                      |
| 29-5-2018                                                                | Buenos Aires                                                             | Argentina                                                                | 4 – 0                                                                    | Haiti                                                                    | Amichevole                                                               | -                                                                        |                                                                          |
| 16-6-2018                                                                | Mosca                                                                    | Argentina                                                                | 1 – 1                                                                    | Islanda                                                                  | Mondiali 2018 - 1º turno                                                 | -                                                                        |                                                                          |
| 21-6-2018                                                                | Nižnij Novgorod                                                          | Argentina                                                                | 0 – 3                                                                    | Croazia                                                                  | Mondiali 2018 - 1º turno                                                 | -                                                                        | 56’                                                                      |
| 11-10-2018                                                               | Riyad                                                                    | Iraq                                                                     | 0 – 4                                                                    | Argentina                                                                | Amichevole                                                               | -                                                                        | 46’                                                                      |
| 16-10-2018                                                               | Gedda                                                                    | Brasile                                                                  | 1 – 0                                                                    | Argentina                                                                | Amichevole                                                               | -                                                                        | 73’                                                                      |
| 8-10-2020                                                                | Buenos Aires                                                             | Argentina                                                                | 1 – 0                                                                    | Ecuador                                                                  | Qual. Mondiali 2022                                                      | -                                                                        | 66’                                                                      |
| Totale                                                                   |                                                                          | Presenze                                                                 | 14                                                                       |                                                                          | Reti                                                                     | 0                                                                        |                                                                          |

## Palmarès

### Club

#### Competizioni nazionali
- Campionato portoghese: 5

Benfica: 2013-2014, 2014-2015, 2015-2016, 2016-2017, 2018-2019
- Coppa del Portogallo: 2

Benfica: 2013-2014, 2016-2017
- Coppa di Lega portoghese: 4

Benfica: 2010-2011, 2013-2014, 2014-2015, 2015-2016
- Supercoppa di Portogallo: 3

Benfica: 2014, 2016, 2017
- Campionato argentino: 2

Boca Juniors: 2019-2020, 2022
- Copa de la Liga Profesional: 2

Boca Juniors: 2020, 2022
- Copa Argentina: 1

Boca Junior: 2019-2020

#### Competizioni internazionali
- UEFA Europa League: 2

Atlético Madrid: 2009-2010, 2011-2012